# 黑河璦琿機場
黑河璦琿機場是一座位於中國黑龍江省黑河市的機場。民航機場始於1958年，後因中蘇交惡於1969年關閉，1984年恢復。1987年擴建，至2003年完成第二次擴建。

## 历史
黑河是中国开展航空运输活动较早的地区之一。早在1933年满洲国时期，就有通往哈尔滨、齐齐哈尔、漠河等地的定期航班。
1958年，黑河民航机场正式启用，并开通黑河至哈尔滨的定期航班。
1969年，由于中苏关系的原因，黑河机场撤销，机场关闭。
1983年3月为适应改革开放的需要，中国政府决定投资900万元重建航站并新建黑河机场，1984年9月开工，1985年8月竣工，主跑道1500米、宽30米，沙石道面，滑行道一条长200米、宽20米，土质道面，停机坪混凝土结构面积1600平方米，可停放安-24飞机2架或运-5飞机2架。10月31日，机场试航飞行哈尔滨-黑河航线，11月18日，哈尔滨至黑河航线在中断16年后正式复航，使用安-24型飞机飞行，每周3班。
为满足日益增长的客货运输的需要，1987年又对黑河机场进行二期改造，并建设了水泥跑道。
1994年至1997年间，黑河机场曾运营至布拉戈维申斯克（海兰泡）的国际航线，全程用时仅9分钟，一度成为全世界最短的国际航线。
1997年，黑河机场再次停航。
由于跑道较短，导航设备落后，只能起降小型客机。黑河市委、市政府决定对机场再次进行改扩建，2000年5月7日开工。工程总投资19853万元，2001年9月30日飞行区工程完工并一次试飞成功。2003年8月，黑河机场开通至雅库茨克的临时货运包机航线，9月6日，该航线转为定期航线。
2003年10月1目扩建工程全部完工，新扩建后的机场为4C级机场，航站楼面积5800平方米，跑道长2500米、45米宽，民航站坪15600平方米，可以起降B737、MD82等中型飞机。
2016年3月，黑河市爱辉区人民政府官方微信“爱辉发布”的消息称，黑龙江黑河机场正式更名为黑河瑷珲机场。

## 航空公司與目的地
| 航空公司         | 目的地                   |
| ---------------- | ------------------------ |
| 成都航空         | 哈尔滨、伊春、漠河、大庆 |
| 中国南方航空     | 哈尔滨、北京/大兴        |
| 中国东方航空     | 哈尔滨、上海/浦东        |
| 河北中航通用航空 | 呼玛、嫩江               |

| 璦琿機場通航城市                                                    |
| ------------------------------------------------------------------- |
| 璦琿機場北京/大興上海/浦東哈爾濱嫩江漠河伊春呼玛大庆 璦琿機場航線 · |